# Morton National Park
Morton National Park – park narodowy w regionie Southern Highlands, w australijskim stanie Nowa Południowa Walia.

## Ogólny przegląd
Najczęściej odwiedzaną atrakcją w parku jest wodospad Fitzroy.
Przez park przepływają rzeki Shoalhaven i Kangaroo przecinając wzgórza zbudowane z piaskowca porośnięte lasem deszczowym. W parku występują m.in. dziobaki. 

## Ważniejsze atrakcje parku

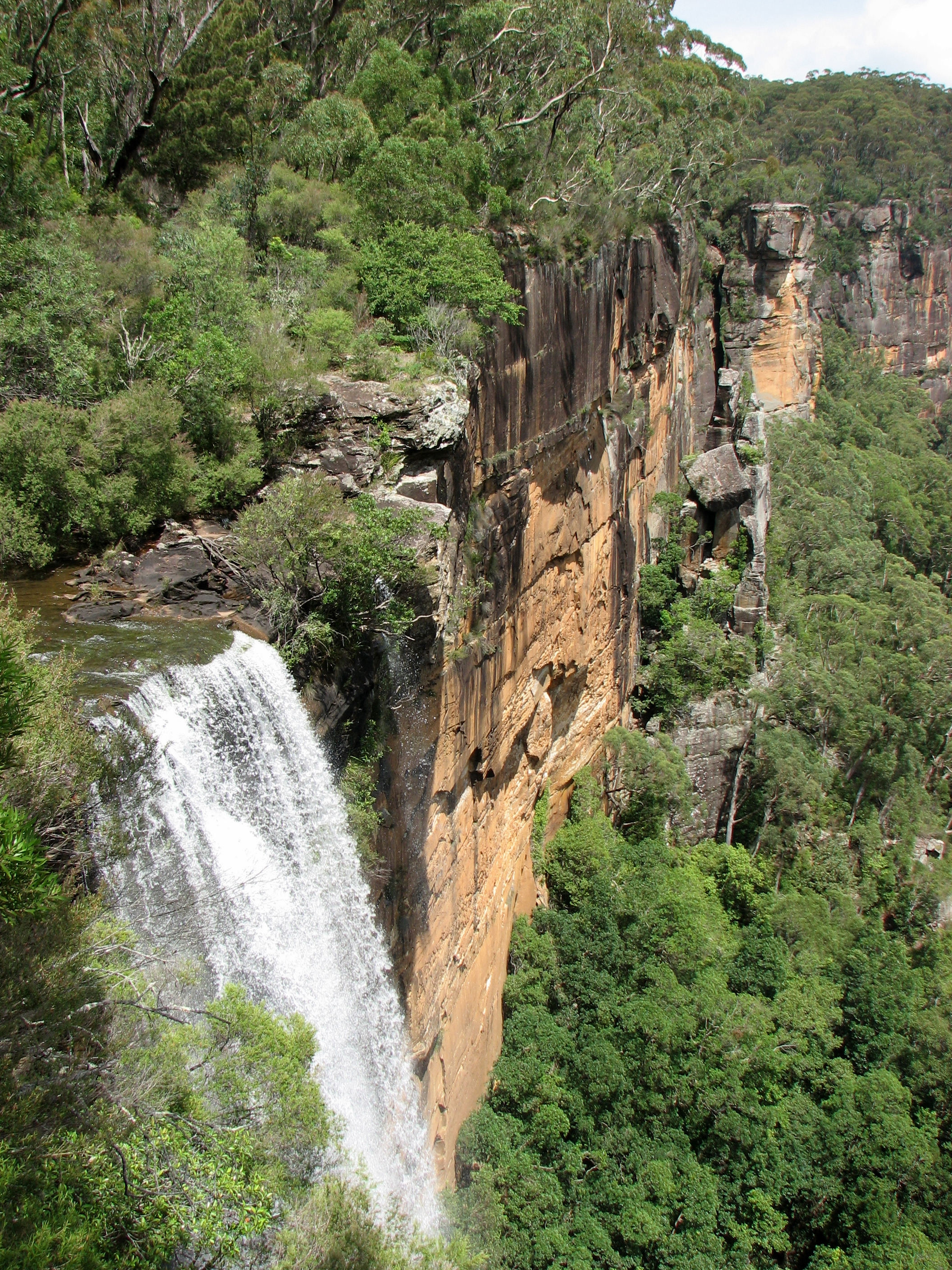
Wodospad Fitzroy
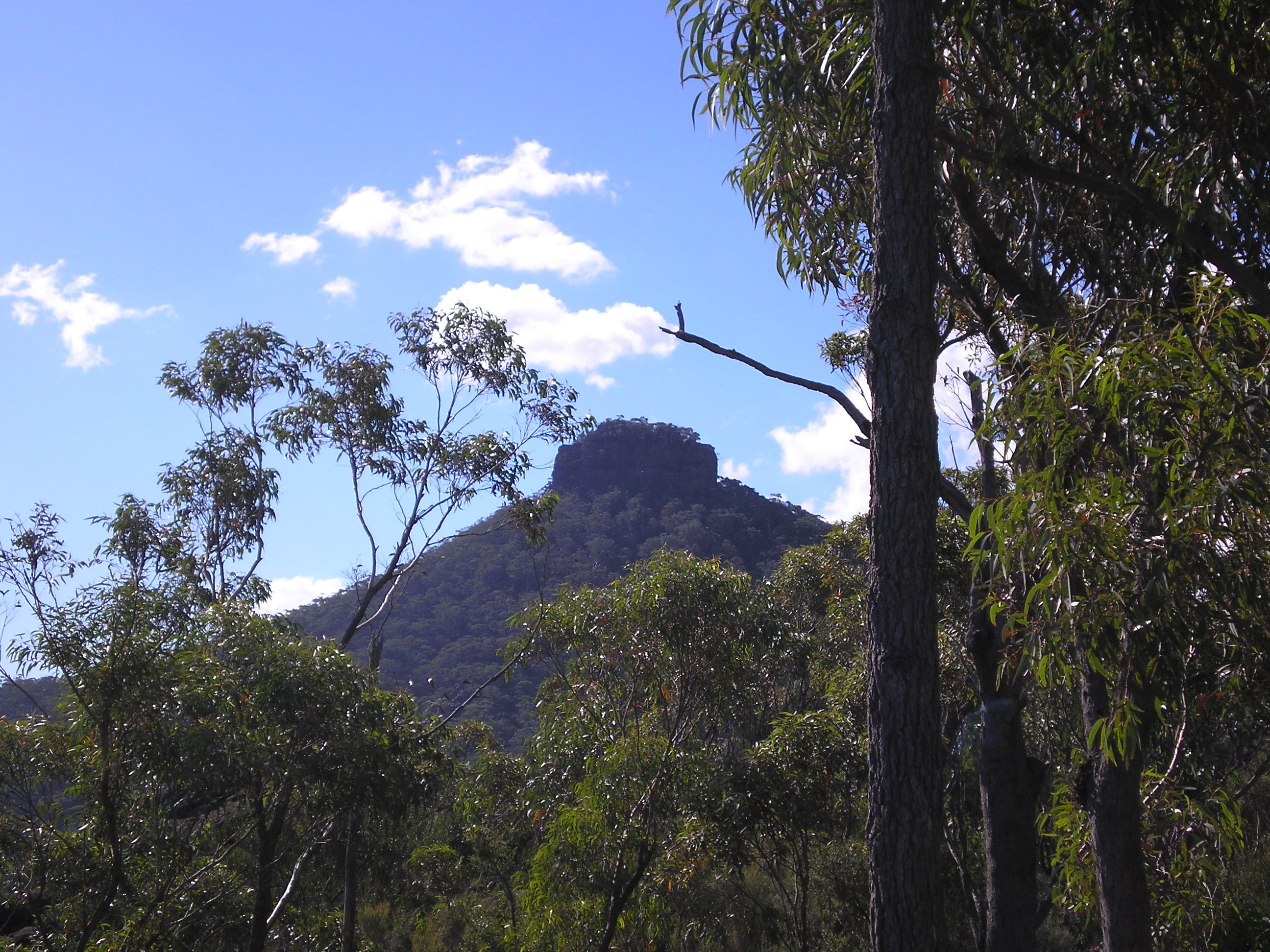
Widok na Pigeon House
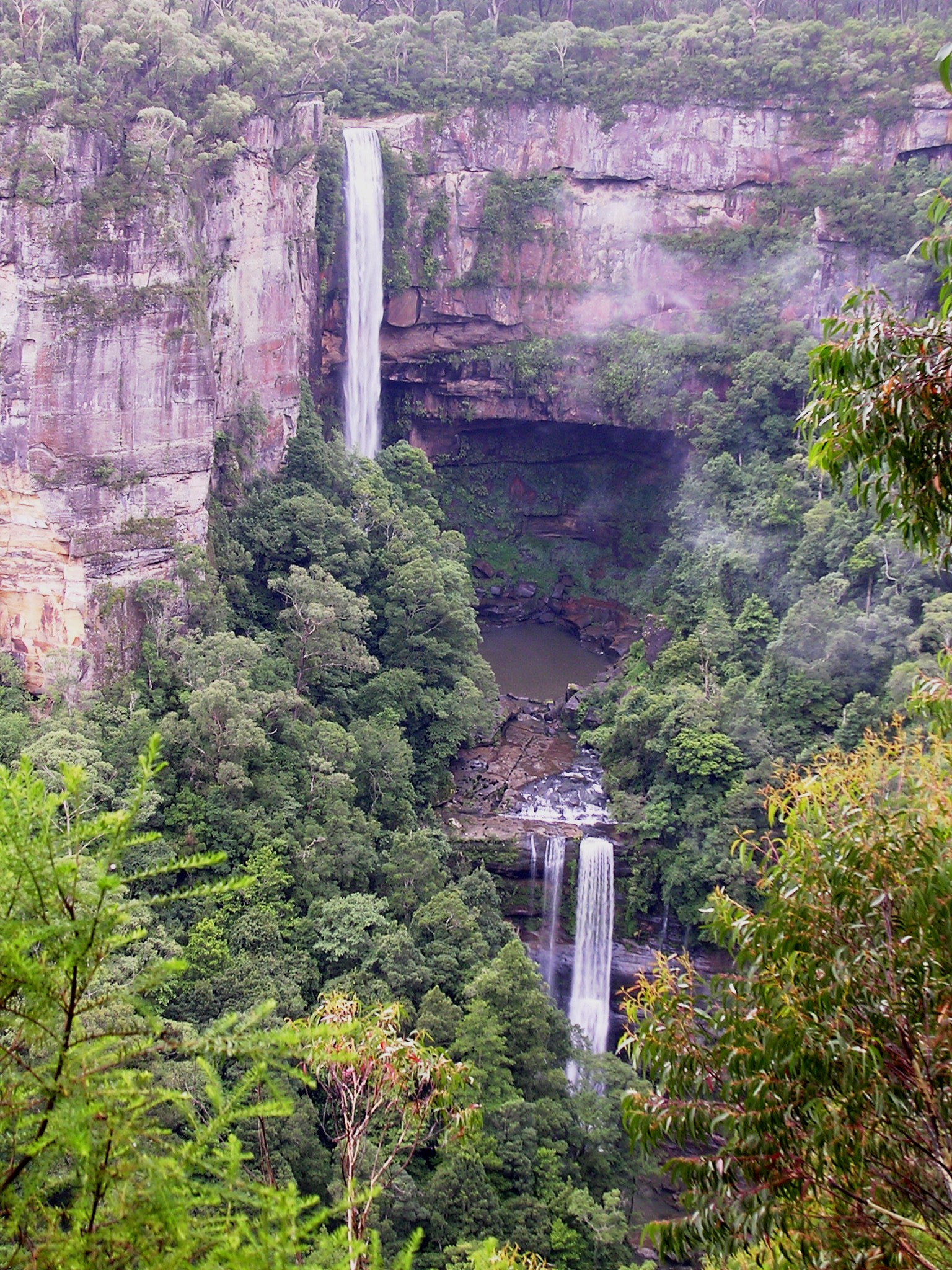
Wodospad Belmore

- wodospad Fitzroy
- wodospad Belmore
- góra Pigeon House